# Klubowe mistrzostwa Ameryki Południowej w piłce siatkowej mężczyzn
Klubowe Mistrzostwa Ameryki Południowej w piłce siatkowej mężczyzn ang. Men's South American Volleyball Club Championship – międzynarodowe, klubowe rozgrywki siatkarskie, utworzone z inicjatywy Południowoamerykańskiej Konfederacji Piłki Siatkowej (CSV). Uczestniczą w nich najlepsze męskie drużyny klubowe (zajmujące czołowe miejsca w południowoamerykańskich ligach krajowych). Odbywały się one co roku od 1970 roku i ponownie od 2009 roku.
Drużyna, która została Mistrzem zakwalifikuje się do Klubowych Mistrzostw Świata.

## System rozgrywek
Zawody rozgrywane są najpierw od fazy grupowej do turnieju finałowego składającego się z ćwierćfinału, półfinału i finału.

## Triumfatorzy i uczestnicy Final Four
| Rok       | Miejsce finału        | 1. miejsce             | 2. miejsce             | 3. miejsce                      | 4. miejsce                 |
| --------- | --------------------- | ---------------------- | ---------------------- | ------------------------------- | -------------------------- |
| 1970      | Asunción              | Randi EC               | Náutico Carrasco       | Deportivo Colón                 | VC Comunicaciones          |
| 1971      | Brasília              | Botafogo FR            | Balneario Pinamar      | Provincial de Rosario           | Deportivo Colón            |
| 1972      | Kurytyba              | Botafogo FR            | Balneario Pinamar      | Universidad Federico Villarreal |                            |
| 1973      | Medellín              | CA Paulistano          | Club Miranda           | CL Lister                       |                            |
| 1974      | Santiago              | Gimnasia y Esgrima LP  | Stadio Italiano        | Náutico Carrasco                | Senac                      |
| 1975      |                       |                        |                        |                                 |                            |
| 1976      | Buenos Aires          | CA Paulistano          | Scholem Aleijem        | Náutico Carrasco                | Deportivo Colón            |
| 1977      | São Paulo             | Botafogo FR            | CA Paulistano          | Náutico Carrasco                | Estudiantes LP             |
| 1978      | Chuquicamata          | CA Paulistano          | Botafogo FR            | CR Santa Fe                     | CD Cruz del Sur            |
| 1979      | São Paulo             | CA Paulistano          | CR Flamengo            | Universidad Católica            | CR Santa Fe                |
| 1980      | Santo André           | CA Paulistano          | Ferro Carril           | ADC Pirelli                     | Universidad Católica       |
| 1981      | Santo André           | AA Pirelli             | Ferro Carril           | CA Paulistano                   | SC Venezuela               |
| 1982      | Rio de Janeiro        | ADC Atlântica          | ADC Pirelli            | Ferro Carril                    | Banco República            |
| 1983      | San Juan              | ADC Pirelli            | ADC Atlântica          | Obras Sanitarias                | Universidad Católica       |
| 1984      | Lima                  | Minas Tênis Clube      | ADC Sul Brasileiro     | Universidad Católica            | Náutico Carrasco           |
| 1985      | Asunción              | Minas Tênis Clube      | ADC Bradesco Atlântica | Obras Sanitarias                | Chaco Boreal               |
| 1986      | Santiago              | ADC Bradesco Atlântica | Minas Tênis Clube      | Somisa                          | Universidad Católica       |
| 1987      | La Paz                | Ferro Carril           | Minas Tênis Clube      | Peerless                        | Club Naviana               |
| 1988      | Lima                  | Vôlei Brasil Kirin     | Ferro Carril           | Obras Sanitarias                | Universidad Católica       |
| 1989      | Santiago              | Vôlei Brasil Kirin     | ADC Pirelli            | River Plate                     | Universidad Católica       |
| 1990      | Buenos Aires          | Vôlei Brasil Kirin     | ADC Pirelli            | Obras Sanitarias                | Universidad Católica       |
| 1991      | Ribeirão Preto        | Vôlei Brasil Kirin     | AA Frangosul           | Estadio Español                 | Peerless                   |
| 1992      | São Paulo             | Vôlei Brasil Kirin     | CA Pirelli             | Chacarita Juniors               | Martiniano Chilavert       |
| 1992-2009 | Przerwa w rozgrywkach | Przerwa w rozgrywkach  | Przerwa w rozgrywkach  | Przerwa w rozgrywkach           | Przerwa w rozgrywkach      |
| 2009      | Florianópolis         | Floripa Esporte Clube  | Brasil Vôlei Clube     | Sada Cruzeiro Vôlei             | Minas Tênis Clube          |
| 2010      | San Carlos de Bolívar | Drean Bolívar          | Floripa Esporte Clube  | UPCN Vóley Club                 | Deportivo Colón            |
| 2011      | São Paulo             | SESI São Paulo         | UPCN Vóley Club        | Universidad Católica            | Peerless                   |
| 2012      | Linares               | Sada Cruzeiro Vôlei    | UPCN Vóley Club        | Huracanes de Bolívar            | Deportes Linares           |
| 2013      | Belo Horizonte        | UPCN Vóley Club        | Minas Tênis Clube      | RJX Rio de Janeiro              | Buenos Aires Unidos        |
| 2014      | Belo Horizonte        | Sada Cruzeiro Vôlei    | UPCN Vóley Club        | Minas Tênis Clube               | Club Atlético Boca Juniors |
| 2015      | San Juan              | UPCN Vóley Club        | Sada Cruzeiro Vôlei    | Lomas Vóley                     | Funvic Taubaté             |
| 2016      | Taubaté               | Sada Cruzeiro Vôlei    | Funvic Taubaté         | UPCN Vóley Club                 | Personal Bolívar           |
| 2017      | Montes Claros         | Sada Cruzeiro Vôlei    | Personal Bolívar       | UPCN Vóley Club                 | Montes Claros Vôlei        |
| 2018      | Montes Claros         | Sada Cruzeiro Vôlei    | Lomas Vóley            | Montes Claros Vôlei             | Personal Bolivar           |
| 2019      | Belo Horizonte        | Sada Cruzeiro Vôlei    | UPCN Vóley Club        | Club Obras Sanitarias           | Minas Tênis Clube          |
| 2020      | Contagem              | Sada Cruzeiro Vôlei    | UPCN Vóley Club        | Funvic Taubaté                  | Personal Bolivar           |
| 2021      | Przerwa w rozgrywkach | Przerwa w rozgrywkach  | Przerwa w rozgrywkach  | Przerwa w rozgrywkach           | Przerwa w rozgrywkach      |
| 2022      | Contagem              | Sada Cruzeiro Vôlei    | Minas Tênis Clube      | Vôlei Renata/Campinas           | Policial Vóley Formosa     |
| 2023      | Araguari              | Sada Cruzeiro Vôlei    | Minas Tênis Clube      | Araguari Vôlei                  | Ciudad Vóley               |
| 2024      | Blumenau              | Sada Cruzeiro Vôlei    | Ciudad Vóley           | Farma Conde Vôlei São José      | Apan Vôlei/Blumenau        |
| 2025      | Uberlândia            | Sada Cruzeiro Vôlei    | Praia Clube            | SESI-Bauru                      | Monteros Vóley             |